# 厚蟹属
厚蟹屬（學名：Helice），是十足目弓蟹科下的一個屬，該屬共有5個物種。厚蟹主要棲息於潮間帶泥灘、沼澤、鹽沼和河口穴居。

## 種
厚蟹屬底下共有5個種，分別是：
- 老饕厚蟹 Helice epicure (Ng et al., 2018) ：原為台灣厚蟹琉球族群，因其形態和基因組成與台灣種群不同因此區分為新的物種。[1][3]
- 台灣厚蟹 Helice formosensis (Rathbun, 1931)：
- 側足厚蟹 Helice latimera (Parisi, 1918)
- 天津厚蟹 Helice tientsinensis (Rathbun, 1931)
- 三齒厚蟹 Helice tridens (De Haan, 1833)